# Beijer Alma
Beijer Alma är ett svenskt, börsnoterat företag som äger och utvecklar internationella industriföretag, främst inom komponenttillverkning och handel. Koncernen har två helägda dotterbolag – Lesjöfors AB som tillverkar fjädrar och banddetaljer och Beijer Tech AB som arbetar med industriell tillverkning och industriell handel, t.ex. förnödenheter, insatsvaror och maskinutrustning.
Det tidigare dotterbolaget Habia Cable avyttrades år 2022.
Beijer Alma har drygt 3 100 medarbetare i 21 länder, varav cirka 830 i Sverige. Under 2023 omsatte Beijer Alma 6,9 miljarder kronor. Resultatet efter finansnetto var 718 miljoner kronor. Henrik Perbeck är VD. Huvudkontoret ligger i Uppsala. 
Cirka 76 procent av försäljningen ligger utanför Sverige. Lesjöfors är den mest internationella verksamheten med en försäljning på sammanlagt 60 marknader. De viktigaste länderna och regionerna är Norden, Storbritannien, Tyskland, Kina, Frankrike, Nederländerna och USA. Industrihandeln i Beijer Tech inriktas på företag i Norden.
Beijer Almas bolag arbetar nästan uteslutande med industriföretag, t.ex. verkstads- och fordonsindustrin, telekom- och energisektorn samt på försvarsmarknaden. Lesjöfors är inriktat på utvalda segment och nischer på fjädermarknaden.

## Historik, ägare
- Beijer Alma bildades som ett regionalt investmentbolag i Uppsala 1983. Ett av de första bolagen som förvärvades var Habia Cable.
- Koncernen börsnoterades 1987.
- År 1989 köptes fjädertillverkaren Lesjöfors. På 1990-talet förvärvades fler fjäderföretag.
- Vid millennieskiftet var Beijer Alma inriktat på komponenttillverkning och började etablera produktion i lågkostnadsländer.
- Genom åren har många kompletterande företagsköp gjorts, som förvandlat Lesjöfors till en alltmer internationell verksamhet. Även Habia har växt via företagsköp utanför Sverige.
- År 2010 förvärvades Beijer Tech. Därmed kom en handelsverksamhet återigen in i koncernen.
- Under 2014 förvärvades en fjäderverksamhet i Nordamerika.
- År 2016 så avgår Anders Wall efter 23 år som styrelseordförande och Johan Wall tillträder.  Största ägare är sedan början av 1990-talet Anders Wall.
- Under 2016 förvärvade Lesjöfors John While Group med tillverkning i Singapore, Kina och Thailand samt Spiralspecialisten med tillverkning i Tyresö.
- Under 2017-2019  växte Beijer Alma genom olika förvärv där bland annat Beijer Tech förvärvade bolagen Svenska Brandslangfabriken AB, Packningar & Plast, Encitech samt finska bolagen Uudenmaan Murskaus och KTT Tekniikka.
- Under 2020 så har ytterligare förvärv gjorts genom Lesjöfors har köpt brittiska Metrol Springs och Beijer Tech har köpt PA Ventiler och INU-gruppen.
- Under 2022 förvärvades John Evans Sons och affärsområdet Habia Cable avyttrades.
- Under 2023 förvärvades bland annat Botek Systems AB, Tollman Spring Company Inc., Finn Lamex Safety Glass Oy. Lesjöfors dotterbolag Stumpp & Schüle GmbH avyttrades.

## Dotterbolag

### Lesjöfors
Lesjöfors har tillverkat fjädrar sedan 1852 och är en heltäckande leverantör av industrifjädrar, tråd- och banddetaljer. Produkterna används inom allt från hushållsprodukter till högteknologiska produkter. Företaget är ledande i Norden och en av de större aktörerna på Europamarknaden. Ett av de viktigaste produktområdena är chassifjädrar, där Lesjöfors är ledande i Europa. Sedan 2014 har företaget även verksamhet i Nordamerika. Lesjöfors har ca 1 900 anställda och 38 tillverkande enheter i femton länder. Alla fabriker är kvalitetscertifierade enligt ISO 9001.  
Lesjöfors försäljning
- Omfattar 60 marknader. De viktigaste länderna är Sverige, Storbritannien, Tyskland, Kina och USA.
- 85 procent av försäljningen ligger utanför Sverige.
- Mer än 60 procent av försäljningen avser kundanpassade produkter.

### Beijer Tech
Beijer Tech är specialiserat på industrihandel, bland annat med industriförnödenheter, insatsvaror och maskinutrustning. Företaget samarbetar med ledande tillverkare runtom i världen. Beijer Techs produkter och kunnande bidrar till att förbättra kundernas industriprocesser, eller ger tids- och kostnadsbesparingar i deras produktion. Industrislag är ett stort produktområde, där Beijer Tech är marknadsledare i Sverige. Företaget har drygt 700 medarbetare i tjugo fristående bolag i Norden. Alla företagen är kvalitetscertifierade enligt ISO 9001. Beijer Tech köpte 2017 Svenska brandslangsfabriken i Skene.
Beijer Techs försäljning
- Huvudmarknad är Norden, där Sverige är den största enskilda marknaden.
- 80 procent av försäljningen går till slutkunder inom industrin.
- Sortimentet omfattar ungefär 35 000 produkter.